# Silvia Morante
Silvia Morante (Grosseto, 12 gennaio 1954) è una fisica e scrittrice italiana.

## Biografia
Nata a Grosseto, quinta di dieci figli, il padre Marcello è avvocato e scrittore, la sorella Laura attrice e la zia Elsa, scrittrice.
Si laurea a Roma a 23 anni con lode con una tesi sull'effetto di campi magnetici deboli sulla crescita delle piante. Dopo la laurea si sposta nella Libera Università di Trento dove inizia la carriera universitaria e lavora sull'emoglobina. Con il gruppo di Massimo Cerdonio e di Antonio Bianconi nei primi anni '80 studia la struttura dell'emoglobina nell'intorno del suo sito attivo, caratterizzato dalla presenza di uno ione Fe cui si lega la molecola di ossigeno da trasportare, utilizzando la spettroscopia con luce di sincrotrone in esperimenti condotti sulla macchina ADONE a Frascati. Parallelamente contribuisce alla costruzione di un suscettometro superconduttore con cui sarà possibile determinare lo stato di spin del ferro nell'emoglobina in diversi stati di legame e di ossidazione. Queste misure permisero una prima determinazione del valore dell'energia necessaria allo scatto conformazionale che è alla base del funzionamento dell'emoglobina. 
Contemporaneamente comincia la sua attività per la divulgazione della biofisica. Diventa membro, prima del GNCB (Gruppo Nazionale di Cibernetica e Biofisica) del CNR, e dopo della SIBPA (Società Italiana di Biofisica Pura e Applicata) di cui sarà prima consigliere (2004-2008) e quindi presidente dal 2008 al 2012.
Dal 2011 è membro del comitato C6 (Biological Physics) della IUPAP (International Union of Pure and Applied Physics). Dal 2016 è membro del Review Committees di ESRF (European Synchrotron Radiation Facility) per la Life Science.
Nel 1984 si trasferisce presso l’Università di Roma Tor Vergata. Qui fonda e dirige il gruppo di Biofisica. Nella seconda Università di Roma promuove nei primi anni ’90 l’attivazione prima del corso di Biofisica e poi di un curriculum in Fisica dei Biosistemi.
All’inizio del 2000, l’attività di ricerca della Morante si volge verso lo studio del processo di misfolding e aggregazione delle proteine. Dal 2004 al 2008 pubblica una serie di lavori sull'argomento. Approfondendo lo studio sistematico del ruolo strutturale giocato dagli ioni metallici (soprattutto Cu e Zn) nel processo di misfolding e successiva aggregazione di alcune proteine fra le quali quelle coinvolte in devastanti malattie neurodegenerative (l’Alzheimer e il morbo di Creutzfeldt-Jakob ne sono gli esempi più significativi). 
Nel 2014 partecipa in qualità di spokeperson per la biofisica alla stesura del libro bianco per promuovere la costruzione in Italia di un Free Electron Laser (IRIDE).
Nel frattempo approfondisce lo sviluppo, implementazione e utilizzo di algoritmi per la simulazione (classica e ab initio) di molecole biologiche. La Morante è responsabile locale del progetto BioPhys del gruppo IV (teorico) dell’INFN ed è coordinatore nazionale del calcolo INFN presso il CINECA per il settore di Biologia Quantitativa. Tra il 2012 e il 2015 è stata coordinatore locale del Progetto Premiale SUMA sul Supercalcolo.
Morante ha vinto un paio di premi letterari per i suoi racconti "In fondo la luce" pubblicato dalla casa editrice Aracne, tra cui il premio italiano "Letteratura" dall'Istituto italiano di cultura di Napoli ha tradotto dal tedesco un romanzo con la casa editrice Voland e il secondo con Aracne. Quest’ultimo racconta in forma romanzata la vita di un biofisico (con cui la Morante ha avuto rapporti di lavoro) della Germania dell’Est.
È curatrice del volume “Culture per la Pace” pubblicato da Manifesto Libri nel 2003.